# Międzylesie-Południe (gromada)
Międzylesie-Południe (alt. Międzylesie Południe; 1960–1972 Międzylesie) – dawna gromada, czyli najmniejsza jednostka podziału terytorialnego Polskiej Rzeczypospolitej Ludowej w latach 1954–1972.
Gromady, z gromadzkimi radami narodowymi (GRN) jako organami władzy najniższego stopnia na wsi, funkcjonowały od reformy reorganizującej administrację wiejską przeprowadzonej jesienią 1954 do momentu ich zniesienia z dniem 1 stycznia 1973, tym samym wypierając organizację gminną w latach 1954–1972.
Gromadę Międzylesie-Południe z siedzibą GRN w mieście Międzylesiu (nie wchodzącym w skład gromady) utworzono – jako jedną z 8759 gromad na obszarze Polski – w powiecie bystrzyckim w woj. wrocławskim, na mocy uchwały nr 11/54 WRN we Wrocławiu z dnia 2 października 1954. W skład jednostki weszły obszary dotychczasowych gromad Boboszów, Czerwony Strumień, Jodłów, Kamieńczyk, Potoczek, Pisary i Smreczyna ze zniesionej gminy Międzylesie w tymże powiecie. Dla gromady ustalono 16 członków gromadzkiej rady narodowej.
1 stycznia 1960 do gromady Międzylesie-Południe włączono obszary zniesionych gromad Międzylesie-Północ i Różanka (oprócz wsi Gniewoszów) w tymże powiecie, po czym gromadę Międzylesie-Południe przemianowano na gromada Międzylesie.
31 grudnia 1961 do gromady Międzylesie włączono wsie Goworów, Gajnik i Michałowice ze zniesionej gromady Goworów w tymże powiecie.
Gromada Międzylesie przetrwała do końca 1972 roku, czyli do kolejnej reformy gminnej. 1 stycznia 1973 w powiecie bystrzyckim reaktywowano gminę Międzylesie (od 1999 gmina należy do powiatu kłodzkiego w woj. dolnośląskim).